# Fliegerkompanie 1
La Fliegerkompanie 1 (terme abrégé en Flik 1) est un escadron de l'aviation des troupes impériales et royales austro-hongroises pendant la Première Guerre mondiale. Chronologiquement et comme son nom l'indique, elle est la première unité de ce type. Pendant une courte période, elle a été stationnée à la frontière serbe, avant d'être transférée en Russie puis sur le front des Balkans. Au fil de la guerre, la Flik change de rôle, devenant tour à tour une unité de bombardiers (Flik 1D) puis une unité de chasseurs (Flik 1J).  

## Histoire
L'escadron, compte tenu de sa formation en 1914, fait partie des premières unités de ce type au monde, et est l'une des neufs unités d'aviation disponibles dans l'armée austro-hongroise au début du conflit. Lorsque la Première Guerre mondiale éclate, la Flik est transférée de Fischamend à la frontière serbe, dans les environs de Kovin. Après l'entrée en guerre de la Russie, elle est redirigée vers le front de l'Est, d'abord vers Ivano-Frankivsk puis vers Tchortkiv,  Sambir et enfin Cracovie. Le 25 juillet 1917, la Flik est réorganisée pour devenir la Flik 1D, dédiée au bombardement, tandis qu'elle est envoyée sur le front italien. En 1918 l'unité est encore remodelée et rééquipée pour devenir une Flik de chasse (Flik 1J) et être envoyée vers les Balkans. Elle est d'abord basée à Tirana, puis à Igalo sur la rive des Bouches de Kotor. 
Comme toutes les autres unités austro-hongroises, la Flik 1 disparaît avec son pays lors de la fin de la Première Guerre mondiale, qui s'accompagne de l'éclatement de l'Autriche-Hongrie .

## Membres célèbres
- Otto Jindra (en)
- Julius Arigi
- Godwin Brumowski
- Károly Kaszala (en)
- Kurt Gruber (en)
- Béla Macourek
- Benno Fiala von Fernbrugg